# Les Abymes
Les Abymes är en kommun i det franska utomeuropeiska departementet Guadeloupe i Västindien. Kommunen är chef-lieu över 3 kantoner och ligger i arrondissementet Pointe-à-Pitre. År 2022 hade Les Abymes 51 760 invånare. Les Abymes är Guadeloupes folkrikaste kommun.

## Befolkningsutveckling
| Befolkningsutvecklingen i Les Abymes 1990–2021 | Befolkningsutvecklingen i Les Abymes 1990–2021 | Befolkningsutvecklingen i Les Abymes 1990–2021 | Befolkningsutvecklingen i Les Abymes 1990–2021 | Befolkningsutvecklingen i Les Abymes 1990–2021 |
| ---------------------------------------------- | ---------------------------------------------- | ---------------------------------------------- | ---------------------------------------------- | ---------------------------------------------- |
|                                                |                                                |                                                |                                                |                                                |
| År                                             |                                                |                                                | Folkmängd                                      |                                                |
| 1990                                           | 1990                                           |                                                | 62 605                                         |                                                |
| 1999                                           | 1999                                           |                                                | 63 054                                         |                                                |
| 2007                                           | 2007                                           |                                                | 59 404                                         |                                                |
| 2015                                           | 2015                                           |                                                | 55 306                                         |                                                |
| 2021                                           | 2021                                           |                                                | 52 118                                         |                                                |